# Acquanegra sul Chiese
Acquanegra sul Chiese (lombardul: Aquanégra) település Olaszországban, Lombardia régióban, Mantova megyében. Lakosainak száma 2683 fő (2023. január 1.). Acquanegra sul Chiese Asola, Bozzolo, Calvatone, Canneto sull’Oglio, Marcaria, Mariana Mantovana és Redondesco községekkel határos.

## Népesség
A település népességének változása:
| Lakosok száma | 2935 | 2895 | 2683 |
|               | 2017 | 2018 | 2023 |